# العنين (صبر الموادم)

تعديل مصدري - تعديل

العنين  هي إحدى قرى مديرية صبر الموادم بمحافظة تعز اليمنية، بلغ تعداد سكانها 1461 نسمة حسب التعداد السكاني في اليمن في 2004.